# ارتباط خاموش
ارتباط خاموش (لهستانی: Dotknięcie ręki؛ ‏انگلیسی: The Silent Touch) یک فیلم روان‌شناختی لهستانی به کارگردانی کشیشتف زانوسی است که در سال ۱۹۹۲ منتشر شد.

## گزیدهٔ بازیگران
- لوتر بلوتو
- ماکس فون سیدو
- سارا مایلز
- سوفی گرابول
- الکساندر باردینی
- سواوومیرا وژینسکا
- ویکتور زبوروفسکی
- بئاتا تیشکیه‌ویچ
- ائوگنیا هرمان
- ائوگنیوش پریویژینسف